# Леонтьев, Владислав Олегович
Владислав Олегович Леонтьев (род. 6 июня 2000, Саратов) — российский хоккеист, защитник.

## Биография
Сын хоккеиста и тренера Олега Леонтьева. На детско-юношеском уровне играл в школах «Кристалл» Саратов, «Металлург» Магнитогорск, екатеринбургских школах «Автомобилиста» «Авто-Юность» и «Авто-Спартаковец».
В сезоне 2017/18 дебютировал в МХЛ, сыграв за «Авто» пять матчей, в следующем сезоне выступал за тольяттинскую «Ладью». С сезона 2019/20 — игрок фарм-клуба «Автомобилиста» из ВХЛ «Горняк» Учалы. Сезон 2022/23 провёл в аренде в «Нефтехимике». В сезоне 2023/24 — игрок «Горняка-УГМК» и «Автомобилиста». 2 мая 2024 года подписал двухлетний контракт с «Нефтехимиком», который возглавлял его отец.